# Ceratotheca saxicola
Ceratotheca saxicola är en sesamväxtart som beskrevs av Eileen Adelaide Bruce. Ceratotheca saxicola ingår i släktet Ceratotheca och familjen sesamväxter. Inga underarter finns listade i Catalogue of Life.